# Mysidopsis similis
Mysidopsis similis är en kräftdjursart som först beskrevs av John Todd Zimmer 1928.  Mysidopsis similis ingår i släktet Mysidopsis och familjen Mysidae. Inga underarter finns listade i Catalogue of Life.